# Kalle Sundqvist
Karl-Axel Sundqvist –conocido como Kalle Sundqvist– (Karlskrona, 29 de noviembre de 1962) es un deportista sueco que compitió en piragüismo en la modalidad de aguas tranquilas.
Participó en tres Juegos Olímpicos de Verano entre los años 1984 y 1992, obteniendo una medalla de plata en la edición de Barcelona 1992 en la prueba de K2 1000 m. Ganó diez medallas en el Campeonato Mundial de Piragüismo entre los años 1983 y 1993.

## Palmarés internacional
| Juegos Olímpicos   | Juegos Olímpicos       | Juegos Olímpicos  | Juegos Olímpicos |
| Año                | Lugar                  | Medalla           | Evento           |
| ------------------ | ---------------------- | ----------------- | ---------------- |
| 1992               | Barcelona (España)     | Medalla de plata  | K2 1000 m        |
| Campeonato Mundial |                        |                   |                  |
| Año                | Lugar                  | Medalla           | Evento           |
| 1983               | Tampere (Finlandia)    | Medalla de bronce | K2 10 000 m      |
| 1985               | Malinas (Bélgica)      | Medalla de bronce | K1 1000 m        |
| 1985               | Malinas (Bélgica)      | Medalla de bronce | K4 500 m         |
| 1985               | Malinas (Bélgica)      | Medalla de oro    | K4 1000 m        |
| 1987               | Duisburgo (RFA)        | Medalla de bronce | K2 500 m         |
| 1987               | Duisburgo (RFA)        | Medalla de plata  | K4 1000 m        |
| 1989               | Plovdiv (Bulgaria)     | Medalla de bronce | K1 1000 m        |
| 1990               | Poznań (Polonia)       | Medalla de bronce | K4 10 000 m      |
| 1993               | Copenhague (Dinamarca) | Medalla de bronce | K2 1000 m        |
| 1993               | Copenhague (Dinamarca) | Medalla de plata  | K2 10 000 m      |